# Tegenaria parietina
Tegenaria parietina är en spindelart som först beskrevs av Antoine François, comte de Fourcroy 1785.  Tegenaria parietina ingår i släktet husspindlar, och familjen trattspindlar. Inga underarter finns listade i Catalogue of Life.